# Fakaofo
Fakaofo (früher D’Wolf’s Island oder Bowditch Island) ist ein aus mehreren kleinen Inseln bestehendes Atoll im Pazifik, welches mit den beiden Atollen Nukunonu und Atafu die Gruppe der Tokelau-Inseln bildet.

## Geographie
Fakaofo ist das südlichste und zweitgrößte der drei Atolle von Tokelau. Die 62 Motus des Atolls liegen verteilt um die zentrale Lagune (50 km²) und haben zusammen eine Landfläche von 4 km².
Lediglich zwei der Inseln des Atolls sind bewohnt. Auf der Hauptinsel Fale leben die meisten Einwohner Fakaofos. Hier befinden sich das Versammlungshaus, die Bank, das Postamt sowie das einzige Lebensmittelgeschäft des Atolls. Fales Fläche entspricht ungefähr der von 5 Fußballfeldern. Besucher des Atolls können ausschließlich hier landen, da Fakaofos Landmasse von Korallenriffen umgeben ist und nur Fale einen kleinen Anlegeplatz zum offenen Meer hin besitzt.
Auf der nördlich von Fale gelegenen Insel Fenua Fala wurde 1960 eine neue Siedlung gegründet, um das übervölkerte Eiland Fale zu entlasten. Dort befinden sich das Krankenhaus Fenuafala Hospital sowie die Schule. Ein Schulschiff, das täglich mehrmals zwischen den beiden Inseln pendelt, sorgt für den Transport der Schüler. Fenua Fala ist von der Fläche her größer als Fale, doch ist die Einwohnerzahl hier niedriger.

## Geschichte
Im Februar 1835 passierte der Walfänger General Jackson aus Bristol, Rhode Island, unter dem Kommando von Kapitän Smith zunächst Duke of York’s Island (Atafu) und Duke of Clarence’s Island (Nukunonu) und erreichte einige Stunden später Fakaofo. Kapitän Smith nannte die Insel „D’Wolf’s Island“, nach William und James DeWolf, den Eignern der General Jackson, ging dort allerdings nicht an Land, da er von etwa 30 Kanus verjagt wurde. Die zunächst umstrittene Entdeckung wurde vier Jahre später von Stephen R. Crocker (* Oktober 1807 in Barnstable (Massachusetts); † 12. November 1888 ebendort) bestätigt, der, nunmehr Kapitän derselben General Jackson, am 14. Februar 1839 auf der Insel landete und eine erste Karte von ihr zeichnete.
Am 29. Januar 1841 wurde das Atoll von William Levereth Hudson, der im Rahmen der von  Charles Wilkes geleiteten United States Exploring Expedition mit der USS Peacock und der USS Flying Fish  den Pazifik im Gebiet der Phoenixinseln untersuchte, erneut entdeckt. Als sich die Peacock Fakaofo näherte, konnte die Besatzung 18 Kanus beobachten, mit je vier oder fünf Personen besetzt, die außerhalb des Riffs mit Leine und Haken fischten. Wilkes nannte die Insel auf Hudsons Wunsch „Bowditch Island“, nach dem Mathematiker, Astronom und Physiker Nathaniel Bowditch, und schrieb in seinem Bericht:

“The officers landed on the southwest point of the island, whither four or five canoes accompanied them. The islet was found covered with cocoa-nut trees, but there were no houses upon it.”

„Die Offiziere landeten an der Südwestspitze der Insel, wohin sie von vier oder fünf der Kanus begleitet wurden. Das Inselchen fanden wir bedeckt mit Kokospalmen, aber es gab darauf keine Häuser.“

## Bevölkerung und Religion
Nach der Volkszählung 2016 sind auf Fakaofo offiziell 506 Menschen ansässig, von denen zum Zeitpunkt der Zählung jedoch nur 399 anwesend waren. Von den beim Zensus Anwesenden bekannten sich 62,7 % zur Congregational Church. Dies ist ein Rückgang gegenüber 2006, als noch mehr als 70 % der Bevölkerung dieser Glaubensgemeinschaft angehörten. Der Anteil derer, die sich zur römisch-katholischen Kirche bekannten, stieg im selben Zeitraum von 22,2 % auf 32,6 %.